# مايك ريان (مدرب كرة قدم)
مايك ريان (بالإنجليزية: Mike Ryan)‏ هو مدرب كرة قدم أمريكي، ولد في 14 فبراير 1935 في دبلن في جمهورية أيرلندا، وتوفي في 20 نوفمبر 2012 في سياتل في الولايات المتحدة.